# Adios Cjamango!
Adios Cjamango! (Los rebeldos de Arizona) è un film del 1970 diretto da José Maria Zabalza.

## Trama
Il giorno stesso del loro matrimonio, Alan e Peggy vedono il loro ranch brucciato dalle fiamme. L'incendio è stato provocato dagli uomini del direttore delle ferrovie, il quale voleva comprare la terra di Peggy. Comprendo bene da chi viene l'incendio, Alan e Peggy rubano la cassa forte del direttore, ma presi sul fatto devono spiegarsi... e si fanno firmare l'atto di vendita. 
Vanno via da quel luogo e si trovano nella hacienda di un mexicano, perseguitato da un banchiere che vuole comprare le terre. Col prezzo della vendita del loro ranch, comprano la tranquillità del mexicano. Ma il banchiere non è di buona fede e manda di nuovo i suoi uomini a perseguitare il mexicano. Una coalizione di mexicani con Alan e Peggy riesce a sconfiggere questi uomini, il capo dei quali, Rudy, si mette sulla traccia di Alan e Peggy.
Questi due s'intrecciano col commercio illegale di un trafficante di armi verso gli apaci. Riescono a distrurre le armi. Ma questo provoca il furore del capo apace, il quale uccide il trafficante. Rimane la sua figlia, Helen, che Alan e Peggy lasciano alla guardia di Rudy. Mentre vanno via Alan e Peggy, si fanno rubare il pocho che hanno ancora... ritrovanno però la fortuna con un filone di oro nascosto nel loro rifuggio...